# 余棨昌
余 棨昌 （よ けいしょう、1882年 – 1949年）は中華民国の裁判官・法学者。北京政府時代に大理院院長（最高裁判所長官）となり、法学者としても法学教育や司法教育に功績があった。字は戟門。

## 事績
清末に日本へ留学する。1911年（宣統3年・明治44年）7月、東京帝国大学法学部法律学科（ドイツ法兼修）を卒業し、併せて法学士の称号を取得した。帰国後、戸部主事に任じられている。
中華民国成立後の1912年（民国元年）に財政部弁事、法制局参事、籌備国会事務局委員会委員を歴任する。翌1913年（民国2年）、12月には高等文官懲戒委員会委員となり、更に大理院推事兼庭長に抜擢された。その後も高等文官甄別委員会委員、約法会議議員資格審定会会員、高等捕獲審検庁首席評事、司法官懲戒委員会委員を歴任（兼任）している。1915年（民国4年）１月27日、上大夫の位階を授与された。
北京政府時代の余棨昌は法律教育・司法教育においても活動した。特に朝陽大学においては創設された1912年から死去前年の1948年（民国37年）まで、教授をつとめ続けている。1912年、北平大学商科学長となり、1914年、司法講習所講師となる。それから間もなく、当時の司法総長・章宗祥の要請により司法講習所所長兼法典編纂委員会顧問に任命された。
1920年（民国9年）11月17日、余棨昌は大理院庭長をいったん辞任したが、1922年（民国11年）3月16日、庭長に復帰している。9月19日、董康が大理院院長に任命されたものの、董は事務を執らずフランスへ資料収集を目的に出張する。このために余が同日から院長代理を務めた。結局、董は事務を一切執ることなく院長から退き、1923年（民国12年）2月23日、余が大理院院長に正式就任した。3月には司法官懲戒委員会委員長も兼任している。大理院院長は1928年（民国17年）2月までつとめた。同年、修定法律館総裁に任命されている。
北京政府崩壊後は、上述の朝陽大学教授のほか、国立北平大学法学院教授などをつとめた。著書には、『民法親属編』、『実用司法令輯要』などがある。
1949年、北京市において死去。享年68。

## 注
1. ↑  Who's Who in China 3rd ed.,p.940.
2. 1 2 3  橋川編(1940)、208頁。
3. 1 2 3  李(2017)。
4. ↑  徐主編(2007), 702頁は1881年とする。
5. ↑  東京帝国大学(1939)、39頁。
6. ↑  徐主編(2007), 702頁。
7. 1 2  中華民国政府官職資料庫「姓名：余棨昌」